# Nyodes bernardii
Nyodes bernardii là một loài bướm đêm trong họ Noctuidae.